# 17-я гвардейская мотострелковая дивизия
17-я гвардейская мотострелковая Енакиевско-Дунайская Краснознамённая ордена Суворова дивизия (сокр. 17-я гв. мсд) — соединение (моторизованная, стрелковая, мотострелковая дивизия) пехоты РККА ВС СССР, во время Великой Отечественной войны. После войны — дивизия в составе ПрикВО. Принимала участие в операциях «Вихрь» и «Дунай».

## История формирования
Дивизия завершила боевой путь Великой Отечественной войны в составе 31-го гв. ск 4-й гв. А в районе австрийского города Тульн, имея своими полками 11-й стрелковый Венский полк, 116-й стрелковый Дунайский полк, 119-й гвардейский стрелковый полк, 90-й гвардейский артиллерийский полки.

### 17-я гвардейская механизированная дивизия
В октябре 1945 года, оставаясь соединением Центральной группы войск (в Австрии), дивизия была переформирована в 17-ю гвардейскую механизированную Енакиевско-Дунайскую Краснознамённую ордена Суворова дивизию. В состав соединения входили 56-й Венский, 57-й Дунайский, 58-й гвардейские механизированные полки, 90-й гвардейский артполк, а также включённые в состав дивизии 83-й танковый полк и 27-й гвардейский тяжёлый танко-самоходный Ясский полк им.Наркомата среднего машиностроения.
В 1955-м советские соединения Центральной группы войск покинули Австрию, но 15 мая того же года Венгрия вступает в Организацию Варшавского договора, и войска СССР остаются в стране уже в новом качестве. В сентябре 1955-го по предложению маршала Георгия Жукова, в ту пору министра обороны Советского Союза, они были названы Особым корпусом. В его состав вошли 2-я механизированная дивизия и 17-я гвардейская механизированная дивизия, две авиадивизии (195-я гвардейская истребительная и 177-я гвардейская бомбардировочная), 20-й понтонно-мостовой полк, зенитно-артиллерийские части и учреждения тыла.
В 1955 г. Центральная группа войск была расформирована, а 17-я гвардейская мехдивизия вошла в состав Особого корпуса (с управлением в Будапеште) и участвовала в октябре-ноябре 1956 г. в действиях советских войск против венгерских повстанцев непосредственно в столице Венгрии (Операция «Вихрь»).

### 17-я гвардейская мотострелковая дивизия
10 мая 1957 г. на основании Директивы Министра Обороны СССР № орг./3 /62540 от 27.02.1957 года, Директивы Главнокомандующего сухопутными войсками № ош/1/243665 от 12.3.1957 года дивизия переименована в 17-ю гвардейскую мотострелковую Енакиевско-Дунайскую Краснознамённую ордена Суворова дивизию и передислоцируется на территорию СССР, в г. Хмельницкий.

#### Операция «Дунай»
20 августа 1968 года соединение готовится к вводу в Чехословакию. После получения сигнала, дивизия в составе вошла в Чехословакию 21 августа 1968 года.
Приказом Министра обороны СССР от 17-го октября 1968 года № 242 за образцовое выполнение задания командования и интернационального долга по оказанию помощи трудящимся Чехословакии в борьбе с контрреволюционными элементами и проявленные при этом отвагу и мужество всему личному составу дивизии, участникам операции «Дунай» объявлена благодарность.

### 15-я отдельная гвардейская механизированная бригада
В 1992 г. 17-я гвардейская мотострелковая дивизия переформирована в 15-ю отдельную гвардейскую механизированную бригаду. В 2004 г. расформирована. В 2016 г. возрождена. Условное наименование — Войсковая часть № А0610 (в/ч А0610).

## Состав
- управление
- 56-й гвардейский мотострелковый Венский полк (б. 111-й гв. сп 40-й гв. сд), Тульчин

31 Т-55, 4 БМП-1, 2 БРМ-1К, 1 БТР-70, 1 БТР-60, 12 ПМ-38, 4 Р-145БМ)
- 58-й гвардейский мотострелковый полк (б. 119-й гв. сп 40-й гв. сд), Хмельницкий)

27 Т-55, 4 БМП-1, 2 БРМ-1К, 9 БТР-70, 20 ПМ-38, 5 Р-145БМ)
- 318-й мотострелковый полк (часть ранее входила в состав 161-й мсд 13-й А ПрикВО (57-й гв. Дунайский мсп см. 161-ю мсд)), Хмельницкий)

31 Т-55, 8 БМП-1, 2 БРМ-1К, 12 ПМ-38, 5 Р-145БМ)
- 105-й танковый полк, Хмельницкий)

94 Т-55, 12 БМП-1, 2 БРМ-1К, 4 Р-145БМ, 1 БТР-50ПУ)
- 90-й гвардейский артиллерийский полк (часть сохранила номер периода ВОВ), Тульчин (12 БМ-21 «Град», 3 ПРП-3)
- 1160-й зенитный ракетный полк, Хмельницкий)
- 1284-й отдельный противотанковый артиллерийский дивизион, Тульчин
- 93-й отдельный разведывательный батальон, Хмельницкий) (10 БМП-1, 7 БРМ-1К, 2 Р-145БМ, 1 Р-156БТР)
- 163-й отдельный батальон связи, Хмельницкий) (8 Р-145БМ, 2 Р-156БТР, 1 Р-137Б)
- 42-й отдельный инженерно-сапёрный батальон, Хмельницкий) (2 УР-67)
- 166-й отдельный батальон материального обеспечения
- 25-й отдельный ремонтно-восстановительный батальон
- Итого: 183 танка, 53 БМП, 11 БТР, 44 миномёта, 12 РСЗО[3]

## Награды и наименования
Награды дивизии перешли к ней по преемственности от 40-й гвардейской стрелковой дивизии:
- 19.06.1943 г. награждена орденом Красного Знамени.
- 08.09.1943 г. присвоено наименование «Енакиевская».
- 06.01.1945 г. присвоено наименование «Дунайская».
- 17.05.1945 г. награждена орденом Суворова II степени.

## Командование дивизии
- генерал-майор Сухарев, Николай Фёдорович (24.01.1946 — 11.06.1946)
- генерал-майор Самсонов, Василий Акимович (11.06.1946 — июнь 1950)
- полковник Ковалёв, Ефим Максимович (2.08.1950 — 18.05.1951)
- полковник Шкель, Владимир Иванович (август 1951 — 17.06.1952)
- полковник, с 3.08.1953 генерал-майор танковых войск Бурцев, Яков Александрович (29.09.1952 — 22.02.1954)
- полковник, с 31.05.1954 генерал-майор танковых войск Новиков, Николай Васильевич (22.02.1954 — 15.03.1956)
- генерал-майор танковых войск Кривошеев, Антон Васильевич (15.03.1956 — 19.09.1960)
- полковник, с 22.02.1963 генерал-майор Будаковский, Пётр Данилович (28.10.1960 — 8.05.1968)
- генерал-майор Горчаков, Василий Александрович (8.05.1968 — ?)
- полковник Емельяненко, Олег Ипполитович (? — 6.12.1971)
- полковник, с 8.05.1974 генерал-майор Ханамирян, Степан Акопович (6.12.1971 — 22.02.1975)
- полковник Родионов, Игорь Николаевич (1975 - 1976)
- полковник (генерал-майор) Печевой Леонид Николаевич (1976 - 1980)